# アレックス・マシューズ
アレックス・マシューズ（Alex Matthews、1993年8月3日 - ）は、イングランドの女子ラグビー選手。

## プロフィール
- イングランド・キャンベリー出身[1]。
- ポジションはプロップ(PR)。
- 身長 173cm、体重 80kg
- 7人制イングランド代表に選ばれたことがある[2]。
- 女子イングランド代表キャップは40（2022年11月現在）。
- 2014年W杯・2017年W杯の女子イングランド代表に選ばれたことがある[3]。

## 略歴
2021年、東京五輪の7人制女子イギリス代表スコッドに選ばれた。
2022年、ラグビーワールドカップ2021の女子イングランド代表に選ばれて、レッド・ローズ2大会連続準優勝に貢献。

## 受賞歴
- ワールドラグビー女子15人制ドリームチーム:2022年[6]